# Boa Vista do Buricá
Boa Vista do Buricá – miasto i gmina w Brazylii, w stanie Rio Grande do Sul. Znajduje się w mezoregionie Noroeste Rio-Grandense i mikroregionie Três Passos.